# Эннодий (комит)
Эннодий (лат. Ennodius) — политический деятель Западной Римской империи при императоре Майориане. Известен исключительно из эдикта Майориана.
Занимал должность комита частного имущества (лат. comes rei privatae). Находясь на этом посту, составил доклад императору, в котором проинформировал его о том, что в провинции, имущества у которых отсутствуют законные наследники и имущества лиц осужденных судом, не передаются в собственность государства, а сосредотачиваются в частных руках, из-за продажности судей.
Возможно его предком был проконсул Африки 408 / 423 годах Феликс Эннодий. Также предположительно связан с писателем Магном Феликсом Эннодием, возможно приходился ему дядей. Если это так, то Эннодий был родом из Галлии.